# 리플레이션
리플레이션(reflation)은 공장이 휴업을 하고 기계가 정지함으로써 실업자가 거리에 넘치고 있는 불경기인 때에 경기를 호전시키고 정부가 신용을 늦추어 화폐를 살포하는 등으로 민간의 경제활동을 자극하고 또 한편에서는 이 정책이 심한 인플레이션을 일으키지 않도록 제정할 수 있다.
정상이라 생각되는 수준보다도 저락되어 있는 일반 물가수준을 정상적 수준까지 끌어 올려 안정시키려고 하는 정책이다. 1930년대에 세계적 불황을 극복하기 위해 여러 나라에서 채택한 정책인데, 내용적으로는 금본위제에서의 이탈, 적자 공채의 발행 등이 그 주된 것이었다.  이것은 의도적으로 단행하는 인플레이션 정책이므로 그 폐해를 신중하게 제거하는 일도 배려되어 있어 통제 인플레이션이라고도 한다.

## 같이 보기
- 거품 경제